# Chambius kasserinensis
Chambius kasserinensis è un mammifero estinto, appartenente ai macroscelidi. Visse nell'Eocene inferiore (circa 52 - 50 milioni di anni fa) e i suoi resti fossili sono stati ritrovati in Africa.

## Descrizione
Questo animale doveva essere relativamente grande se rapportato ai macroscelidi attuali, ed è possibile che le sue dimensioni fossero paragonabili a quelle dei più grandi esemplari del genere Rhynchocyon. Chambius è noto solo grazie a una mascella con denti, mandibole con denti, il petroso dell'osso temporale, un astragalo e un calcagno; è quindi impossibile ricostruirne fedelmente l'aspetto. Come gli affini Herodotius e Nementchatherium, anche Chambius era dotato di molari superiori brachidonti (a corona bassa) con un ampio cingulum buccale, un quarto premolare superiore non completamente molarizzato e dotato di un parastilo diretto anteriormente, e molari con ipolofo e protolofo piccoli. Si differenziava dalle forme simili per il quarto premolare superiore meno molariforme e per la presenza di conuli e di una postprotocrista sul primo e sul secondo molare superiore. La mandibola era ancora dotata di ipoconulide sui primi due molari inferiori.

## Classificazione
Chambius è un rappresentante arcaico dei macroscelidi, i cosiddetti toporagni elefante tipici del continente africano. Chambius è una delle forme più antiche, ed è stato ascritto all'enigmatico gruppo degli Herodotiidae, tipici del Paleogene. Chambius kasserinensis venne descritto per la prima volta nel 1986, sulla base di resti fossili ritrovati nella zona di Jebel Chambi in Tunisia.

## Paleoecologia
La forma del petroso di Chambius indica che questo animale non era in grado di sentire suoni a bassa frequenza come invece accade per i suoi parenti odierni.